# Dorian Gray Caldas
Dorian Gray Caldas (Natal, Rio Grande do Norte, 16 de fevereiro de 1930 - Natal, Rio Grande do Norte, 23 de janeiro de 2017) foi um artista plástico e ensaísta brasileiro.
Atuou como assessor da secretaria estadual da cultura do Rio Grande do Norte (1967-1968) e da Fundação José Augusto (1974) e foi diretor do Teatro Alberto Maranhão (1967-1968).
Em 1989 publicou Artes Plásticas do Rio Grande do Norte 1920—1989.